# 中央杭州飞机制造厂 (垒允时期)

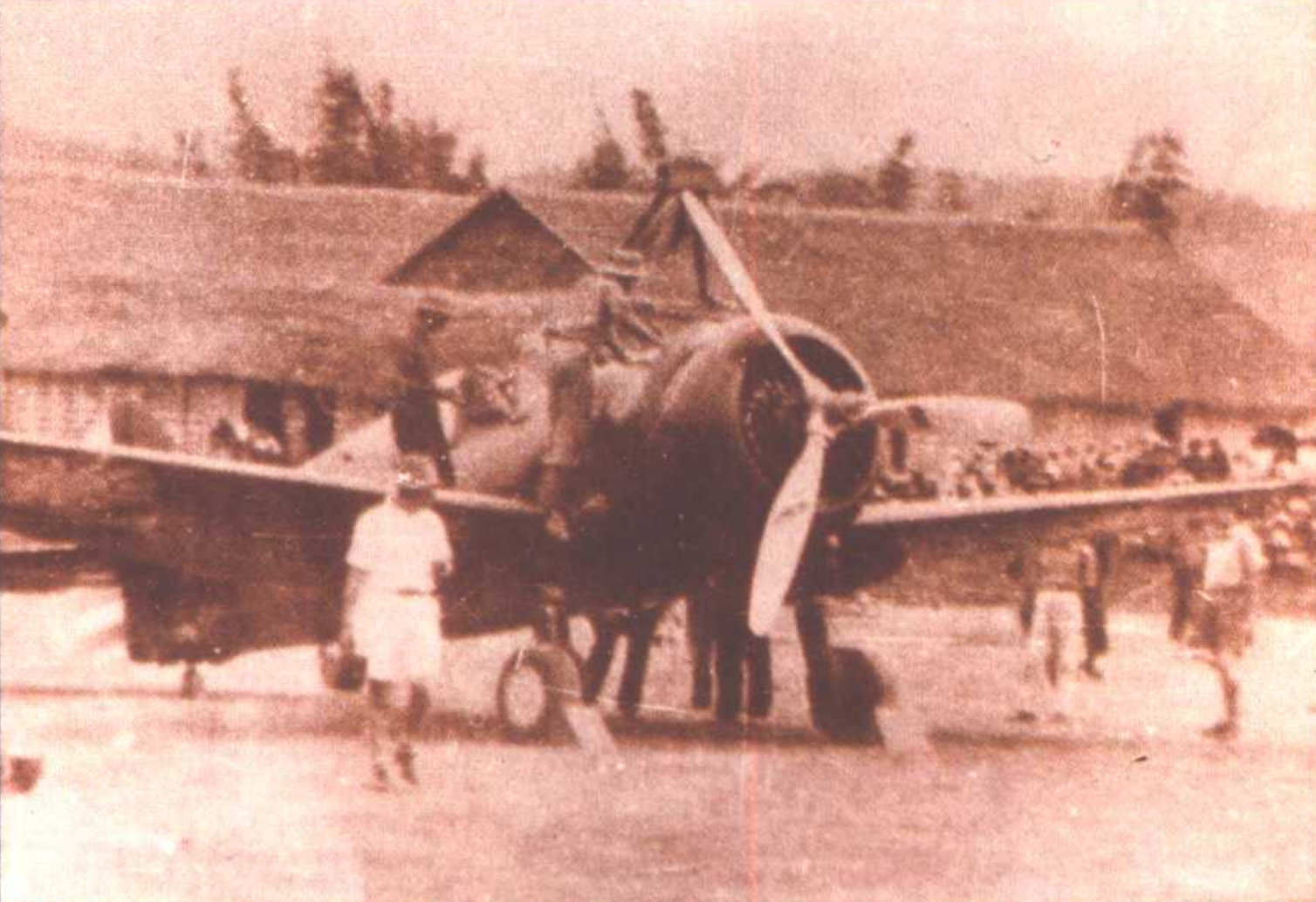
雷允厂生产的战斗机

中央杭州飞机制造厂迁往云南瑞丽垒允（今雷允）后，俗称垒允飞机制造厂，现代多称之为雷允飞机制造厂。雷允厂是抗日战争时期的一座中美合资的军用飞机制造厂（后改为中方自营），原址位于今弄岛镇西北的瑞丽农场雷允分场。雷允厂曾是中国规模最大、设备最先进、产量最多的飞机制造厂，总资产1,000多万美元，中国政府控股55%，员工最多时达2,929人，并曾在缅甸八莫组建发动机分厂，在仰光设有临时装配车间。抗日战争中，雷允厂生产了中国很大一部分用于训练飞行员的教练机及对日作战的飞机，也为中国早期航空工业的发展培训了许多高素质硬技术的人员。除了从事飞机制造外，雷允厂也用自建的两座机场承担部分军事运输任务。1942年5月初，日军逼近德宏，为避免航空器材资敌，在员工撤退后，留后的警卫大队将雷允厂烧毁。

## 名称
1934年在杭州笕桥创建飞机制造厂时，正式名称是“中央杭州飞机制造厂”（中杭厂），正式英文名为“Central Aircraft Manufacturing Company”，缩写作“CAMCO”。在中央飞机制造厂迁到云南后，根据飞机制造厂职工赵绍南保留下来的“中央杭州飞机制造厂员工服务证明书”，证明直至1942年5月31日已经开始遣散员工时，飞机制造厂的正式名称依然是中央杭州飞机制造厂并未更名。民国时期多用垒允飞机制造厂（垒允厂）之名；中华人民共和国成立后，出于对少数民族行政区划地名写法规范化的要求，《德宏州文史资料选辑》、《瑞丽文史资料选辑》等文献改用雷允飞机制造厂（雷允厂）一名。此后的文物保护单位登录名称以及纪念碑的碑名都使用“雷允飞机制造厂”。

## 历史

### 背景
1937年8月14日，日军在八一四空战中轰炸了杭州的空军基地、中央杭州飞机制造厂的所在地笕桥机场。1937年9月3日，中杭厂搬迁至湖北武昌南湖机场，后又迁汉口。1938年8月，日军兵指武汉，中杭厂西迁昆明，同年10月制造厂的所有员工及家属共3,000人辗转抵昆；而机械设备则经香港取道海路入滇，原计划在越南海防登陆后自滇越铁路北上云南，由于法国政府封闭铁路，机械设备改从缅甸仰光上岸，向北陆运经曼德勒、八莫等城镇后最终抵达壘允。最初计划在昆明城区东北的金殿波罗村一带重建中杭厂，后因法国禁止中方使用铁路的缘故，国民政府军事委员会权衡后确定在滇西中缅边境的瑞丽壘允建厂。壘允位于云南西部，远离中国东部地区的战场，地处南畹河和瑞丽江的交界，与缅甸棒罕隔河而望，中国当时唯一的国际陆路通道滇缅公路经过附近，交通运输较为便利，又因是少数民族世居地，对外界而言相对偏僻闭塞，利于保密。值得一提的是，原位于广东的韶关飞机制造厂也在1938年底迁至昆明西郊昭宗村，成为空军第一飞机制造厂。

### 建设

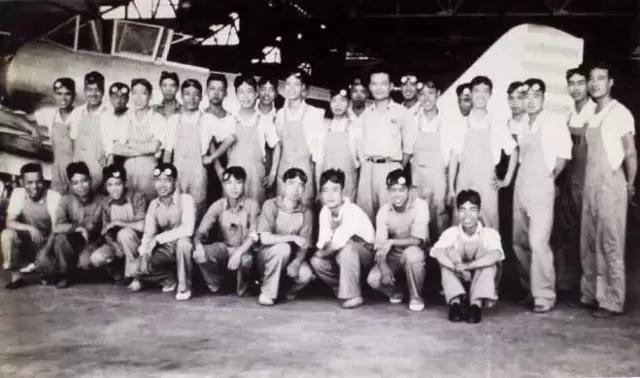
雷允厂员工的合影

1938年11月，中杭厂派丹·古尔利（Dan Gourlie）率队至壘允和南坎一带进行先遣选址工作，并开展拓荒和测绘，随后工厂的员工及家属先后来到这里，滞留在缅甸仰光的机械设备也运抵壘允。國民政府为购置土地修建壘允厂、畹雷公路和南山机场共向时任勐卯土司代办刀京版付款150万元，后因将要付款时日军入侵而未及支付。1939年春末，壘允厂开始修建，建筑材料从缅甸就近采买，大部分设施均由承包方式建设而成，于1939年7月1日建成投产。壘允飞机制造厂建有飞机跑道，曾用于军事运输任务，此为德宏傣族景颇族自治州航空交通运输之伊始。此外，在厂区东北7公里处修建了南山机场，后成为中华民国空军美籍志愿大队（飞虎队）的一线作战基地之一。

### 空袭

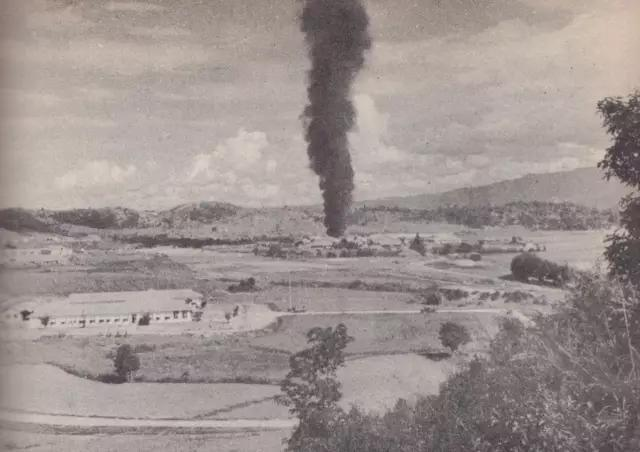
1940年10月26日雷允厂遭到轰炸后的情景

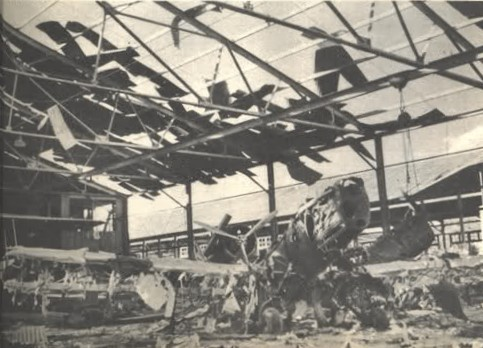
1940年日军轰炸过后的厂房

1940年10月，壘允厂被日军情报部门探知，在同月26日遭到27架日军九七式重型轰炸机的攻击，投弹110枚，造成百余人死亡，其中主要是员工家属。袭击过后半小时，缅甸南坎医院西格雷夫医生率领的医疗队抵达壘允厂职工医院参与救援。此次轰炸袭击后壘允厂被迫停产，员工被疏散至附近地区。
1941年2月，壘允厂恢复生产。5月，鉴于壘允地区不能保证安全生产，中美双方商议后决定将装配车间的发动机修配部分迁往缅甸八莫，建立发动机分厂。6月，根据航委会指示，壘允厂派出一大批员工携带设备前往仰光敏加拉洞机场，组建临时装配车间，装配P-40战斗机。1941年12月7日，珍珠港事件爆发，美国对日本宣战，壘允厂的美方工程师、技术员、医务人员陆续奉召回美，自此壘允厂由中美合资改为中方自营。飞虎队的建制成立后，三个中队中的两个驻扎进入壘允厂。

### 毁灭

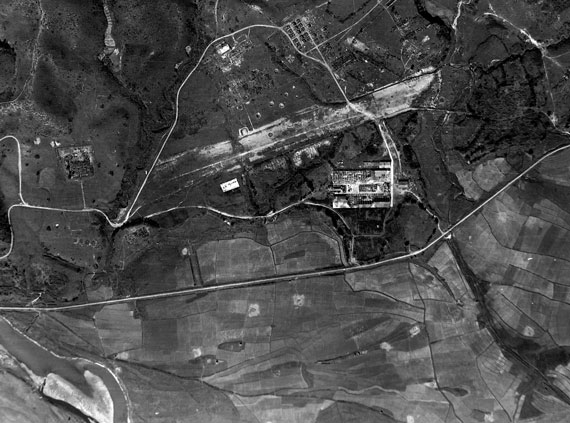
雷允厂内撤后1944年美国空军从空中拍摄的雷允厂旧址，图中可见机场跑道及厂部区域

1942年初，日军攻入缅甸，2月再次派遣侦察机赴壘允视探，遭厂内的飞虎队升空迎击，击落2架。3月，壘允厂领导会商后向航空委员会请示，决定在保山筹建新厂，随即开启内撤工作。4月末，日军闪击攻克缅北重镇腊戍。5月1日，接到中国远征军失利撤退的消息后，壘允厂不得不将未及撤退的器材用炸药炸毁，厂房放火烧毁。被焚毁的飞机器材约值300多万美元，建设费用100多万。5月3日，日军攻入畹町，次日袭击怒江上的惠通桥，为防止日军东进，中国守军炸毁桥梁，这也使得壘允厂的部分员工家属被隔在惠通桥西岸，少数逃入缅甸。1942年5月4日，日军发起保山五·四轰炸，从壘允厂撤回内地的员工和家属此时大部分抵达保山，壘允厂人员技工家属共被炸死1,095人；5月5日，日军快速部队向惠通桥急速开进，扫射沿途被困的数千车辆，制造惠通桥惨案，造成1,000多人死亡，当中包含大批壘允厂职工。在保山重建壘允厂的计划因此遭到重创，终无力实施。同年6月，国民政府航空委员会在昆明设立办事处收容壘允厂职工，最终仅得1,000余人，航委会被迫作出解散中央壘允飞机制造厂的决定。同年10月，员工遣返完毕，驻昆办事处撤销，成立重庆临时办事处处理核算问题；次年5月，全部合同结算完毕，重庆办事处撤销。
1945年1月19日，戈登·西格雷夫作为随军向导带领国民革命军陆军新编第三十八师部分军力收复壘允厂旧址。20世纪50年代，雷允厂旧址被开垦为农场。

## 生产

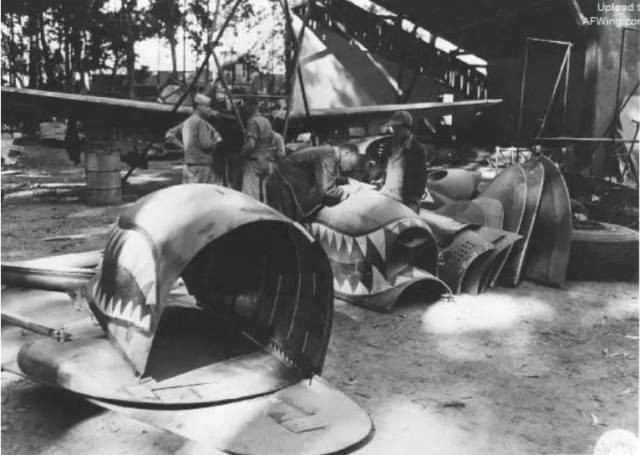
雷允厂在为飞虎队组装P-40B型战斗机

壘允厂的生产经营管理按当时西方高水平的管理方法和高效率操作程序进行，工人大多来自江浙一带，文化素质较高，使得壘允厂在投产后能够很快的发展生产。壘允厂所生产飞机的发动机自美国进口，其他零部件由厂裡自行加工，然后整机装配。飞机的机身、机翼、机尾、油箱、起落架、木制螺旋桨等组件由雷允厂根据蓝图制造。飞机装配好后拖出厂房安放在跑道北侧，完成初检测试后由楚雄、祥云等地的机场派来飞行员试飞验收，其后即组队飞离壘允。
1939年7月至1940年10月，壘允厂共制造霍克III双翼战斗机3架、霍克75战斗机30架、莱茵（Rhine）教练机30架、CW-21战斗机5架、P-40战斗机29架、DC-3运输机3架，改装勃兰卡教练机8架、比克拉夫特海岸巡逻机4架，大修西科斯基水陆两用机1架，生产的飞机均投入中国和缅甸的抗日战场。轰炸过后的壘允厂本部只进行飞机维修任务，在仰光的临时装配车间则为飞虎队组装P-40战斗机。
壘允厂从建立到裁撤，共组装生产各型飞机超过450架，大修严重受损飞机超过150架。

## 设施建筑

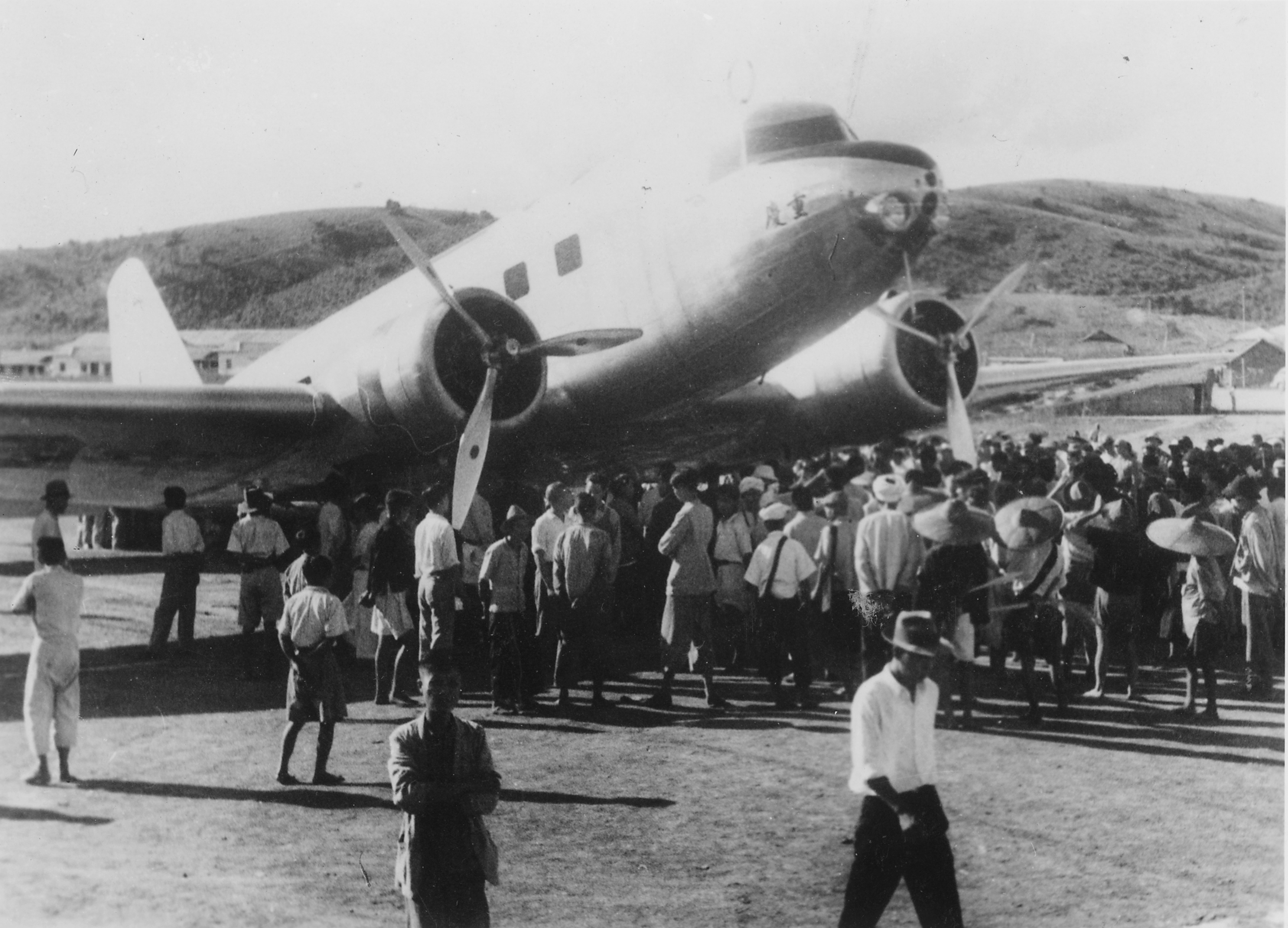
在壘允厂飞行跑道的一架道格拉斯DC-2

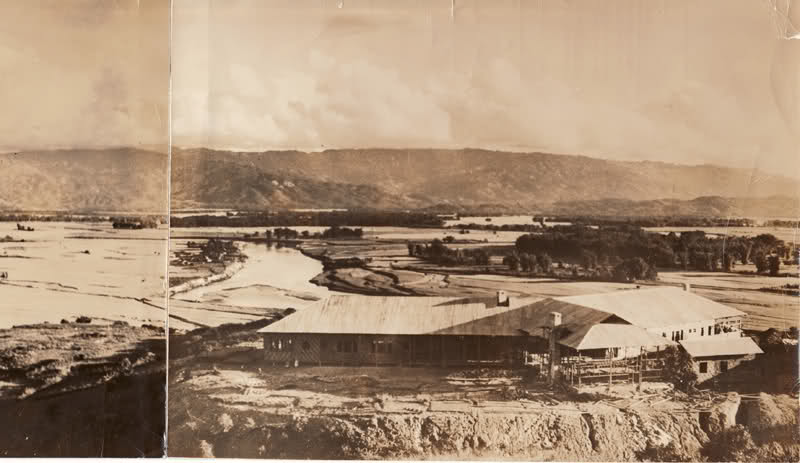
壘允厂的西人俱乐部

壘允飞机制造厂的飞机跑道为东西方向，可起降道格拉斯DC-2双引擎飞机，跑道东西方向均有山丘，但不影响飞机起降。壘允厂的设施建筑围绕机场跑道分布，西端是美籍专家生活区，北侧为职员生活区，东端是工人及其家属生活区，南侧即是厂区。
厂区由两栋大厂房、冶金车间、器材库、动力车间和厂部办公处构成，大厂房各长150米，为钢架结构建筑，地面由水泥铺装，房顶和围墙则由瓦楞白铁皮覆盖，可同时装配6至8架霍克-III型战斗机。
壘允厂的职员生活区按职务的不同分为三个等级，职工住房为干栏式木结构建筑，屋顶覆盖瓦楞白铁皮，内壁和吊顶使用美国进口的纸质纤维板，外墙则是被刷为白色覆盖牛粪泥的竹篱墙。高级职员的住宅配有独立卫生设备。工人宿舍为竹结构建筑，生活条件较差。美方职员宿舍称为“西人宿舍”，宿舍附近的山头建有“西人俱乐部”（美方称之为Club House），内部依美国习惯建有壁炉，为全厂最高点。由于当时瑞丽地区通行缅甸卢比，除法币外，雷允厂也给职工发放缅甸卢比作为工资。
由于瑞丽地区气候炎热，疾病多发，国民政府在壘允厂建造了一所职工医院，为木质结构建筑，院长由缅甸南坎医院的戈登·西格雷夫兼任，医生从美国教会医院、留美学生、国内各大医院聘请，游维义、廖韫玉、姚寻源、孙建毅、关建安等医师曾在雷允职工医院任职。医院所用的器械和药品均从美国进口，配备有X光机和青霉素等当时最为现代化的设备药品。全院共有医护人员百余名，床位200余张，并有4辆救护车。
厂内建有篮球场、排球场等体育设施，有专职人员负责员工的体育活动，曾在跑道上举办全厂运动会，壘允厂的“老鹰”篮球队曾两度出征仰光参加国际比赛且七战七胜。其他还有银行、邮电局、消费合作社、职工子弟学校（小学）、职工自营的饭馆、农场等设施。

## 机构

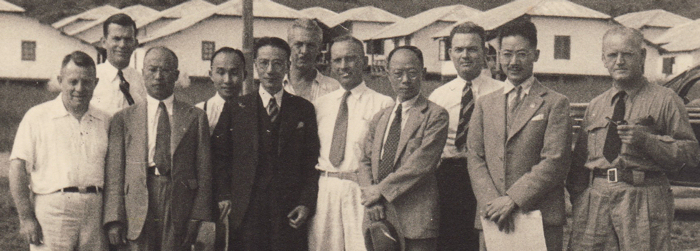
壘允厂建成投产时工厂高层的合影，前、后排左起第二位分别是首任监理邢契莘和总经理威廉·鲍雷

壘允飞机制造厂分为“监理处”和“厂部”两个系统。

### 监理处
监理处是国民政府派驻厂内的最高行政监督管理机构，从政治和军事上控制管理壘允厂，首任监理是邢契莘，继任是钱昌祚。监理处之下设置政训处、特别党部和警卫大队，1940年10月遭到日军轰炸后增设防空指挥部，并从贵州调来一个高射炮排驻扎壘允厂。
警卫大队规格大致为一个营，负责壘允厂大门、机场以及雷允到棒罕铁索桥的守卫等工作，共有军官二十余人，除一人来自湖南一人来自云南外，其余军官皆是浙江人。

### 厂部
厂部负责飞机制造厂的实际生产和业务。韩达任厂长兼总工程师；美国人威廉·鲍雷任总经理，鲍雷之后由瓦尔西（又译华尔许）任总经理，美方撤出后由原中方的副经理曾桐升任总经理。厂部之下设有生产科、供销科、安全和管理科等机构。各科科长均为中国人，科长之下的大领班则由美国技工担任，中国技工任小领班。生产科是雷允厂最大的一个科，负责生产、计划、管理、调配等工作，生产科下设有金工部、冷作部、装配部、木工部和动力部，每个部相当于一个车间。

## 纪念

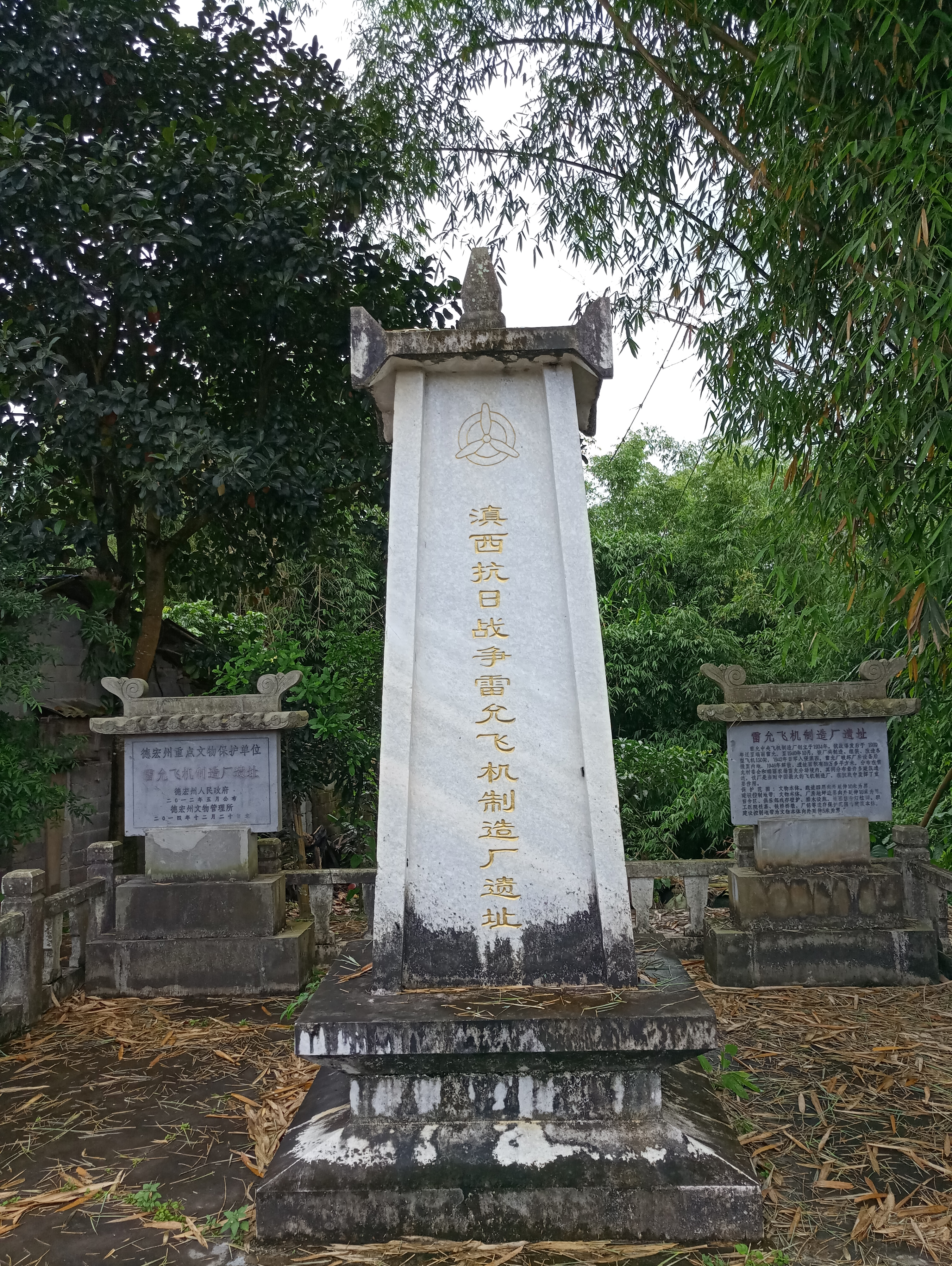
滇西抗日战争雷允飞机制造厂遗址纪念碑

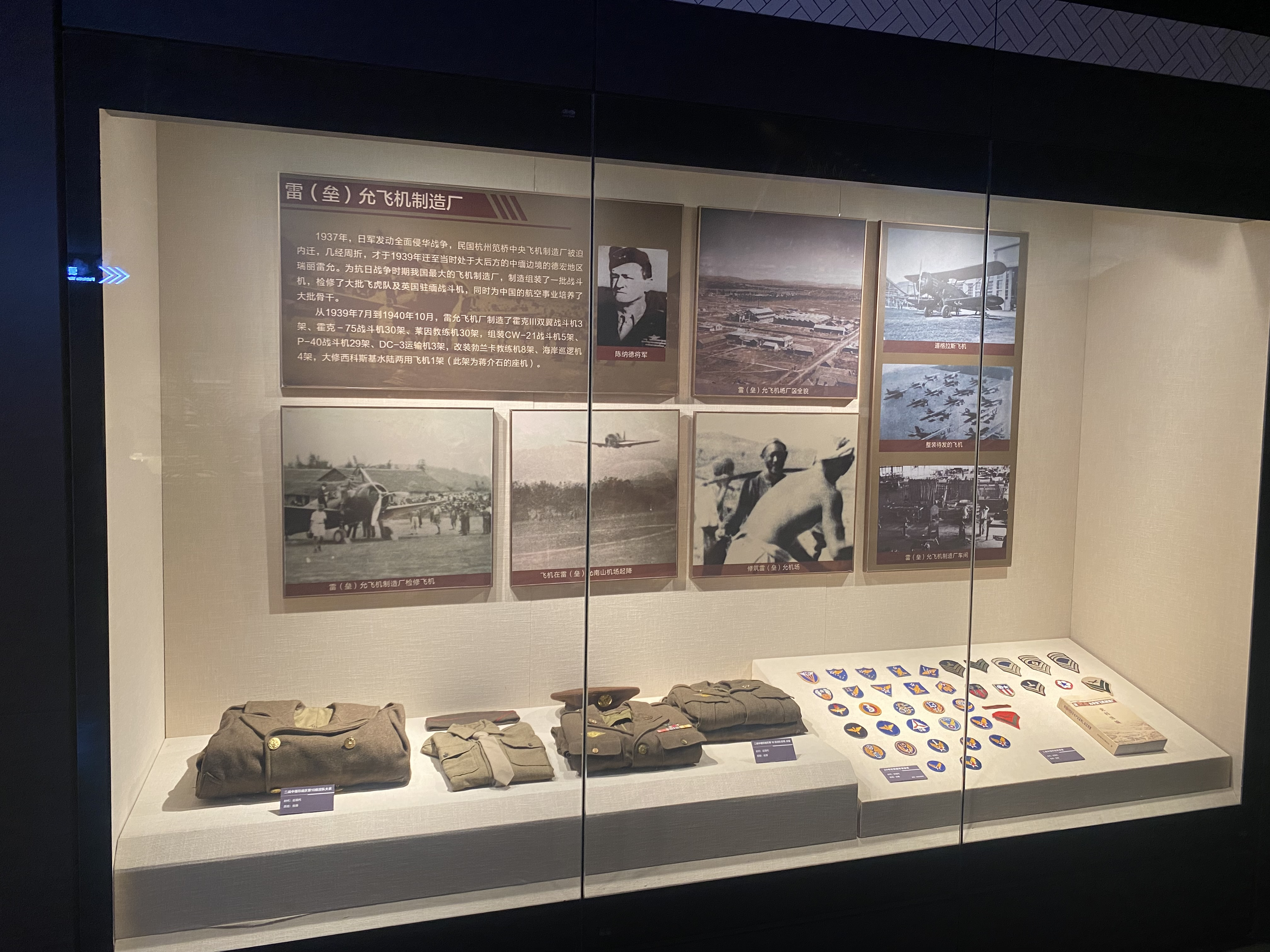
德宏州博物馆的垒允飞机制造厂展柜

1999年5月，飞虎将军陈纳德的遗孀陈香梅在参加完昆明世园会后，前往瑞丽雷允飞机制造厂遗址凭吊。2001年，德宏傣族景颇族自治州瑞丽市政府在雷允农场内建起“滇西抗日战争雷允飞机制造厂遗址”纪念碑一座。由于相关机构认识上的局限性，雷允飞机制造厂遗址的保护力度不够，文物现状令人堪忧。2012年5月15日，雷允飞机制造厂遗址被德宏州人民政府公布为州级文物保护单位。
2017年9月9日，瑞丽市举行雷允飞机制造厂遗址综合旅游区项目框架协议签约仪式，计划投资10至20亿元人民币，建设用地面积约3000至5000亩的综合旅游区，将对原跑道、厂房等做修复性开发，并建设历史博物馆、二战影视拍摄基地等设施。

## 资料来源
1. 1 2  谭立威（2017年），第18页
2. 1 2 3 4  汤亦新（1995年），第2页
3. 1 2  马向东（1996年），第95页
4. 1 2 3 4  顾建中. . 保山日报. 2010-01-12  [2019-06-25]. （原始内容存档于2020-12-18）.
5. 1 2  谭立威（2015年），第62页
6. 1 2  陈江（2000年），第152页
7. 1 2 3  张方元（2000年），第69页
8. 1 2  柳五三等（1999年），第127页
9. 1 2  保旭; 吴华丽; 王艳龙. . 中国新闻网. 2012-07-21  [2017-11-17]. （原始内容存档于2020-12-18）.
10. ↑  肖艳艳; 黄小星; 周丰. . 浙江日报. 2015-09-01  [2017-11-17]. （原始内容存档于2020-10-03）.
11. ↑  谭立威（2018年），第103页
12. ↑  谭立威（2018年），第107页
13. ↑  谭立威（2018年），第105页
14. 1 2 3 4  马向东（1996年），第96页
15. ↑  . 云南南社. 2015-07-21  [2017-11-17]. （原始内容存档于2017-12-01）.
16. 1 2 3  张方元（2000年），第68页
17. ↑  召玛贺. . 傣族网. 2009-06-03  [2017-11-17]. （原始内容存档于2020-12-18）.
18. 1 2 3 4  陈江（2000年），第149页
19. ↑  . 民进韶关市委会. 2018-11-30  [2019-06-25]. （原始内容存档于2020-12-18）.
20. ↑  孙代兴 & 吴宝璋（1995年），第278页
21. 1 2  汤亦新（1995年），第9页
22. 1 2 3 4 5 6  马向东（1996年），第97页
23. ↑  管有成（1988年），第21页
24. ↑  戈叔亚 & 谭立威（2008年），第44页
25. 1 2 3 4  马向东（1996年），第100页
26. 1 2  卓人政 & 杨林兴（2016年），第166页
27. ↑  谭立威（2017年），第20页
28. 1 2  张蹇（1991年），第46页
29. 1 2 3  谭立威（2017年），第24页
30. ↑  谭立威（2017年），第22页
31. 1 2 3  叶肇坦（2012年），第233页
32. 1 2  王敏. . 918爱国网. 2015-05-20  [2019-06-25]. （原始内容存档于2020-12-18）.
33. 1 2  戈叔亚 & 谭立威（2008年），第45页
34. 1 2  陈江（2000年），第153页
35. ↑  马向东（1996年），第101-102页
36. ↑  戈叔亚 & 谭立威（2008年），第46页
37. 1 2  马向东（1996年），第98页
38. 1 2 3 4 5 6  汤亦新（1995年），第6页
39. ↑  刘祥元. . 云南日报. 2018-09-17  [2019-06-25]. （原始内容存档于2020-10-04）.
40. 1 2  . 云南省国防科技工业局. 2016-03-08  [2017-11-17]. （原始内容存档于2020-12-18）.
41. 1 2 3  汤亦新（1995年），第7页
42. 1 2  谭立威（2015年），第64页
43. ↑  谭立威（2017年），第21页
44. 1 2  汤亦新（1995年），第8页
45. ↑  马向东（1996年），第99-100页
46. ↑  汤亦新（1995年），第7-11页
47. ↑  邢樟涛. . 嵊州新闻网. 2015-12-16  [2017-11-30]. （原始内容存档于2020-12-18）.
48. ↑  马向东（1996年），第97-98页
49. ↑  张红俊. . 中国人民政治协商会德宏傣族景颇族自治州委员会. 2018-04-27  [2019-06-25]. （原始内容存档于2019-11-30）.
50. ↑  杨常锁（2015年），第133页
51. ↑  张钰雯; 木然般双. . 德宏团结报. 2017-09-09  [2017-11-17]. （原始内容存档于2019-09-10）.